# 絵画の寓意としての自画像
『絵画の寓意としての自画像』（かいがのぐういとしてのじがぞう、伊: Autoritratto come allegoria della Pittura, 英: Self-Portrait as the Allegory of Painting）あるいは『ラ・ピットゥーラ』（伊: La Pittura）は、イタリアのバロック期の女性画家アルテミジア・ジェンティレスキが1638年から1639年頃に制作した自画像である。油彩。おそらくアルテミジアがイングランド王国に滞在した1638年から1639年に制作された作品で、自画像を描いている自分自身の姿をチェーザレ・リーパの『イコノロギア』（Iconologia）に従って描いている。国王チャールズ1世に所有されたことが知られている。現在はロイヤル・コレクションの一部としてロンドンのケンジントン宮殿に所蔵されている。

## 作品

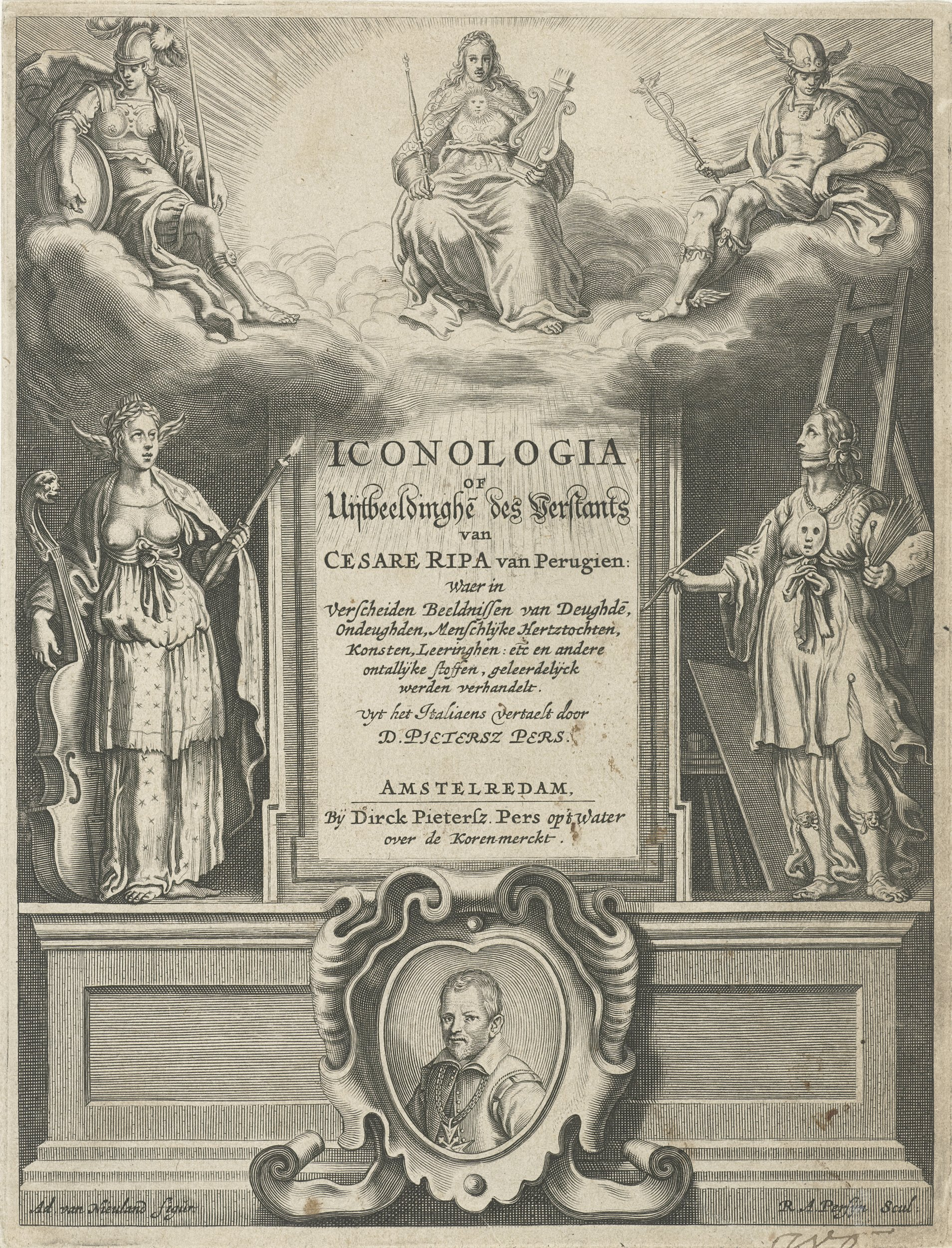
チェーザレ・リーパの『イコノロギア』に描かれた「絵画の寓意」像（画面右の女性像）。

この自画像は女性が仕事に就くことがほとんどない時代の珍しいフェミニストのテーマを示している。アルテミジアが自画像を芸術の寓意像（つまり芸術を表す典型的な図像）として描くことは、当時としては大胆な発言であった。しかしそれにもかかわらず、今日では、この自画像はアルテミジアが若年期に直面した困難を反映したとされる、よりドラマチックで生々しい多くの作品によって影が薄くなっている。これが自画像であると同時に寓意であるという説は、20世紀にマイケル・リーヴィが最初に提唱したが、一部の美術史家は、ここに描かれた人物の特徴がアルテミジアの他の肖像画とあまりに異なっていると見なしているため、必ずしも広く認められているわけではない。

抽象的な概念は伝統的に女性の寓意的人物像によって表現されたため、男性画家は本作品のように自身を自画像のみならず寓意像として表現することができなかった。自画像はチェーザレ・リーパの作品、特に美徳や抽象的な概念を人間の性質や外見でどのように描写するべきかを示唆した『イコノロギア』の影響を受けている。リーパは「絵画」の寓意像は次のように描くべきと述べた。

美しい女性。様々な方法で乱れ、ねじれた完全な黒髪、想像力に富んだ思考を示すアーチ状の眉毛を持ち、口は耳の後ろで結ばれた布で覆われ、「模倣」と書かれたマスクを吊り下げた金の鎖を首にかけている。彼女ははかなく覆われたひだのある織物の服を着て、手に絵筆を持ち、もう片方の手にはパレットを持っている。

アルテミジアは、口に巻いた布以外はこの規定に非常に正確に従っている。
構図は当時の他の芸術作品を反映しており、画面を斜めに横切るラインを使って女性の体型を誇示し、キャンバスに向かって絵筆を走らせる彼女の動きと、鑑賞者のほうに向かう動きを強調している。短縮法およびその他の立体感を生み出す絵画技術の使用は芸術家としてのアルテミジアの才能を示すだけでなく、鑑賞者を身体的および感情的なレベルで絵画の中に引き込む効果がある。アルテミジアは明らかに画面左から差し込む光で照らされているが、光源は描かれておらず、めったにないほど厳格である。彼女の身体の前面は完全に照らされているが、背面は隠れている。額と頬を横切り、首の側面と左肩を降りて明暗を分ける明確な線は、バロック時代にドラマの感覚を加えるために頻繁に使用されたキアロスクーロ技法である。
バロック絵画において非常に重要な質感の要素は、乱れた髪の小さな束、手首のあたりにこぼれた絵具のひび割れと袖のしわ、汚れた手などに見られ、絵画の写実性を高めている。
最後に、肖像画の色彩は注目に値し、これは部分的には照明によるものであり、部分的には自然な色調の違いによるものである。濃い色の衣服と背景はほとんど渾然一体となっているように見える一方で、顔と右腕の色白の肌がすぐに飛び出している。マスクのペンダントが吊るされた胸元の金の鎖はかすかに輝き、胸の近くを通るあたりで輝きを失い、どんよりした茶色の中にゆっくりと消える。
アルテミジアはイニシャルでパレットの下に署名している。背景の絵画要素が希薄である点は作品が未完成である印象を与える。1972年に実施された洗浄によって、後代の上塗りが除去され、以前の状態に復元された。

## 評価
チャーザレ・リーパの「絵画」の図像は女性像の形をとっていたため、アルテミジアはそれを利用して、芸術家としての最も良い面で自身を描くことができた。バロック時代に女性であることは、主に権利や生活様式の点で否定的に作用したが、アルテミジアは自身の評判を高めるために『イコノロギア』から貴重な図像を見つけ出した。さらに、この時代、理想化された女性像の多くは情欲的あるいは暗示的な考えを喚起したが、アルテミジアは「絵画」を女性に屈辱を与えるためではなく、力を与えるために上手く操作することができた。しかしアルテミジアが自らを「絵画」の寓意として描写したことは、一部の批評家の目には彼女がやや利己的であるように映った。美術史家メアリー・ガラードが主張するように、寓意的な擬人化は女性像に限定されていたため、この方法で自分自身を表現できるのは女性芸術家だけであった。

## 来歴
絵画はアルテミジアがイギリス旅行中に制作した後に、チャールズ1世によって購入された。チャールズ1世は少なくとも3点のアルテミジアの作品を所有していた。しかし清教徒革命によりチャールズ1世が処刑されると王室コレクションは分散し、1651年10月の記録に記されているように、議会債権者に雇われた弁護士ジョン・ジャクソン（John Jackson）の手に渡った。1660年8月の王政復古の後、絵画は王党派のウィリアム・ホーリー（William Hawley）によってチャールズ2世のために再び購入された。

## ギャラリー
関連作品

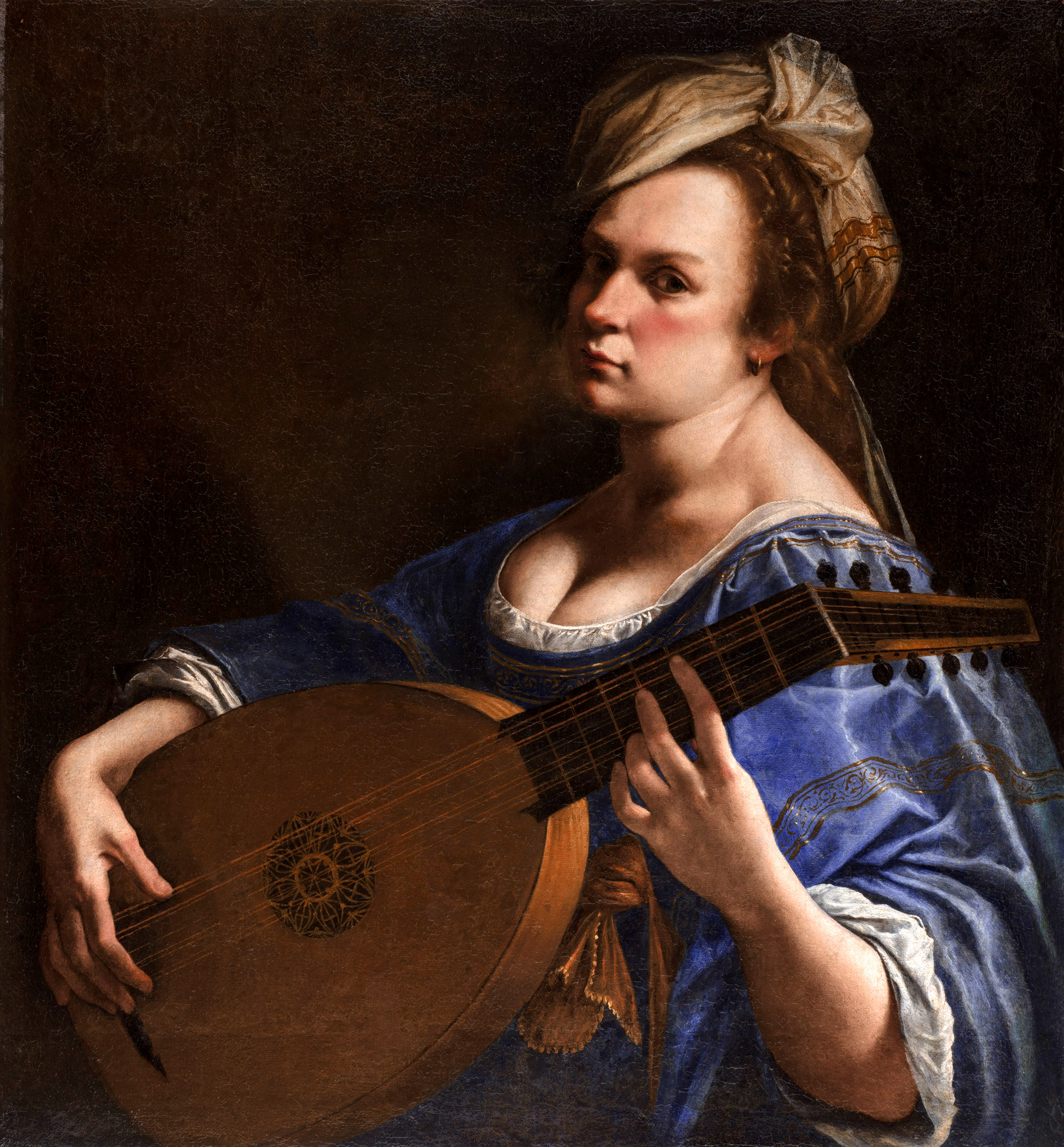
『リュート奏者としての自画像』1615年頃 ワズワース・アテネウム美術館所蔵
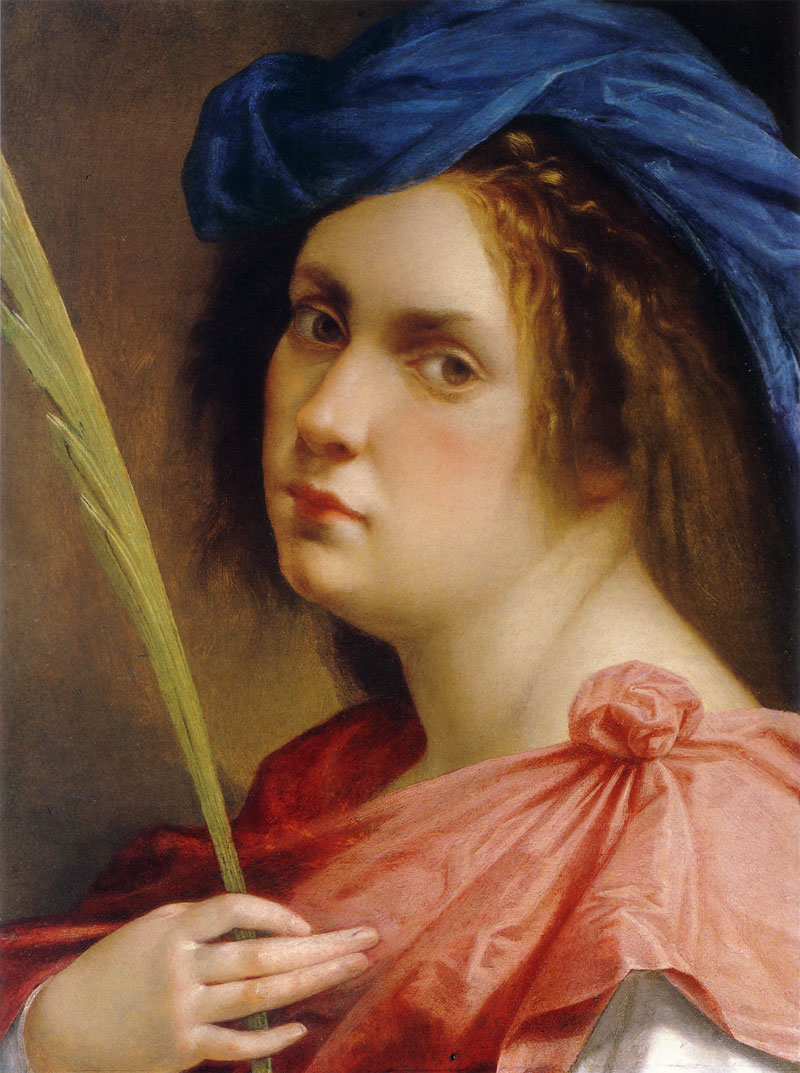
『女性殉教者としての自画像』1615年頃 個人蔵
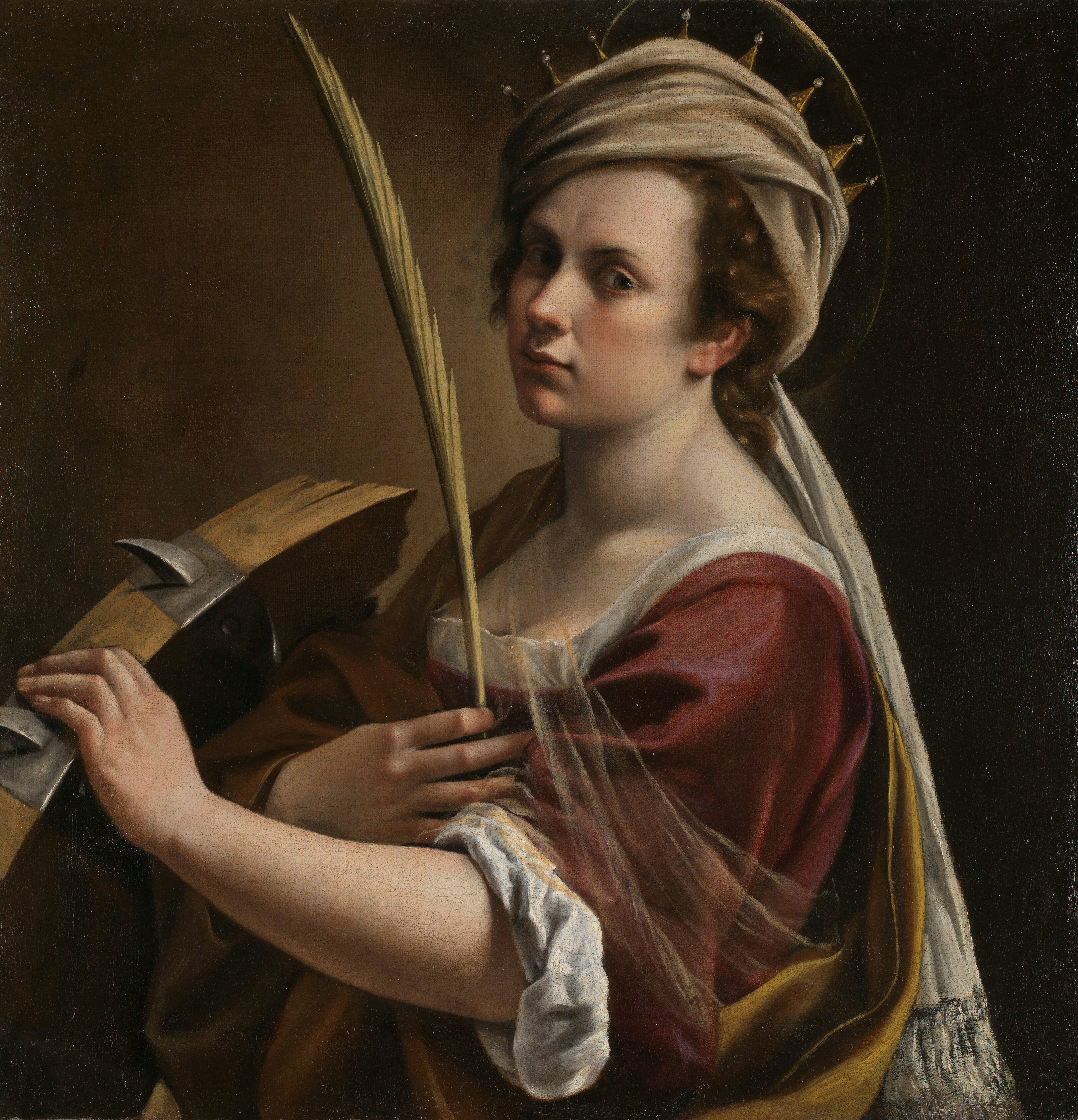
『アレクサンドリアの聖カタリナとしての自画像』1615年-1617年 ロンドン・ナショナル・ギャラリー所蔵